# 張碩芬
中國國民黨籍政治人物，美國芳邦大學國際企管碩士，曾任八德市市民代表，其母為前桃園市議員 劉茂群。

## 政治經歷
2010年，獲中國國民黨提名，參選桃園縣八德市第二選區鄉鎮市民代表選舉，並以3,622票，得票率32.28%當選。
2022年，參與中國國民黨桃園市八德區市議員的黨內初選，以63.967%（含新人加權）的支持率脫穎而出，與楊朝偉一起獲中國國民黨提名參選。

## 家庭背景
母親劉茂群，曾任桃園縣第12、14、15、16、17屆縣議員，2014年桃園升格又連任兩屆桃園市議員。其因在2018年涉嫌賄選，遭檢察官起訴並提出當選無效之訴，後來在刑事賄選部分一審判無罪，但在民事當選無效之訴中，一審遭判當選無效，二審又遭駁回上訴，因而遭到解職，市議員職務則由段樹文遞補。
妹妹張碩芳，同在2022年獲中國國民黨提名，參選桃園市桃園區市議員選舉，順利當選。